# Аникшчај
Аникшчај (литв. Anykščiai, рус. Они́кшты, пољ. Onikszty) је град у Литванији, у источном делу државе. Аникшчај је седиште истоимене општине у оквиру Округа Утена.
Аникшчај се простире се на 1,77 km² и према последњим проценама из 2010. године у њему је живело 11.620 становника.
Град Аникшчај се налази на североистоку земље, на реци Швентоји.

## Галерија слика
- Панорама Аникшчаја
- Градска црква
- Меморијал Биљунасу
- Градска железничка станица